# Poli Genova
Poli Genova (búlgaro, Поли Генова; Sofía, 10 de febrero de 1987) es una cantante búlgara. 

## Biografía
Estudió clarinete en la escuela Ljubomir Pipkov y representó a su país en Eurovisión 2011 con la canción Na inat (На инат), que significa "Por capricho".
Es jueza del programa X Factor desde 2011. También en el mismo año, hizo el doblaje en búlgaro de Pitufina en la película Los Pitufos.
En 2013 participó en el reality show Academia de música (Музикална академия) alcanzando un gran éxito y además ganando el concurso.
En 2015 fue la presentadora del Festival de la Canción de Eurovisión Junior 2015.
El 19 de febrero se confirmó que nuevamente representaría a Bulgaria en Eurovision 2016., que se celebró en Estocolmo, Suecia con la canción "If Love Was A Crime" (Si el amor fuera un crimen), con la que logró un gran éxito y consiguió alzarse al cuarto puesto en la final.